# 拜占庭-塞尔柱战争
拜占庭-塞尔柱战争是中世纪拜占庭帝国与塞尔柱帝国之间一系列的冲突。这些战争改变了亚洲小亚细亚和叙利亚的权力平衡，从拜占庭转向了塞尔柱王朝。从中亚草原骑来的塞尔柱人模仿了数百年前匈人对类似罗马对手的战术，但结合了新找到的伊斯兰热情。在很多方面，塞尔柱人恢复了由拉希德、乌麦叶和阿巴斯哈里发国在黎凡特、北非和小亚细亚开始的拜占庭-阿拉伯战争中的穆斯林征服。
1071年的曼齐克特战役被广泛认为是拜占庭对塞尔柱战争中的转折点。然而，在1071年之前，拜占庭的军队质量就已经引发质疑，常规的土耳其入侵正在瓦解不堪重负的边防体系。即使在曼齐克特之后，拜占庭在小亚细亚的统治并没有立即结束，土耳其人也没有对他们的对手施加任何严重的让步——花了另外20年，土耳其人才控制了整个安纳托利亚半岛，而且也没有维持多久。
在战争过程中，塞尔柱土耳其人及其盟友攻击了埃及的法蒂玛哈里发国，占领了耶路撒冷，催生了第一次十字军东征的呼声。十字军对拜占庭帝国的援助充满了背叛和抢劫，尽管在第一次十字军东征中取得了实质性的成果。曼齐克特一百年之后，拜占庭成功地从亚洲小亚细亚的海岸驱逐了塞尔柱土耳其人，并扩展了他们在巴勒斯坦甚至埃及的影响力。后来，拜占庭无法获得更多的援助，第四次十字军东征甚至导致了1204年君士坦丁堡的掠夺。在冲突结束之前，塞尔柱人成功地从虚弱的尼西亚帝国手中夺取了更多的领土，直到苏丹王朝被蒙古人接管，导致了食客的崛起和决定性的拜占庭-奥斯曼战争。